# Bernède
Bernède (gaskognisch: Verneda) ist eine französische Gemeinde mit 186 Einwohnern (Stand 1. Januar 2022) im Département Gers in der Region Okzitanien (zuvor Midi-Pyrénées); sie gehört zum Arrondissement Mirande und zum Gemeindeverband Communauté de communes d’Aire-sur-l’Adour.

## Geografie
Bernède liegt rund 5 Kilometer südöstlich der Kleinstadt Aire-sur-l’Adour im Westen des Départements Gers. Die wichtigsten Gewässer sind die Flüsse Adour und Lées, der Bach Lesté und ein Teich. Wichtigste überregionale Verkehrsverbindung ist die wenige Kilometer westlich der Gemeinde verlaufende Autoroute A65 (Teil der Europastraße 7). Der nächstgelegene Bahnhof ist in Aire-sur-l’Adour.
Umgeben wird Bernède von den Nachbargemeinden Barcelonne-du-Gers im Nordwesten und Norden, Gée-Rivière im Osten, Corneillan im Südosten, Lannux im Süden sowie Aire-sur-l’Adour im Südwesten.

## Bevölkerungsentwicklung
| Jahr                       | 1793 | 1831 | 1872 | 1901 | 1962 | 1968 | 1975 | 1982 | 1990 | 1999 | 2006 | 2017 |
| Einwohner                  | 317  | 455  | 341  | 338  | 230  | 250  | 217  | 209  | 197  | 204  | 213  | 204  |
| Quellen: Cassini und INSEE |      |      |      |      |      |      |      |      |      |      |      |      |

## Sehenswürdigkeiten
- Kirche Saint-Leu aus dem 11. Jahrhundert
- mehrere Wegkreuze

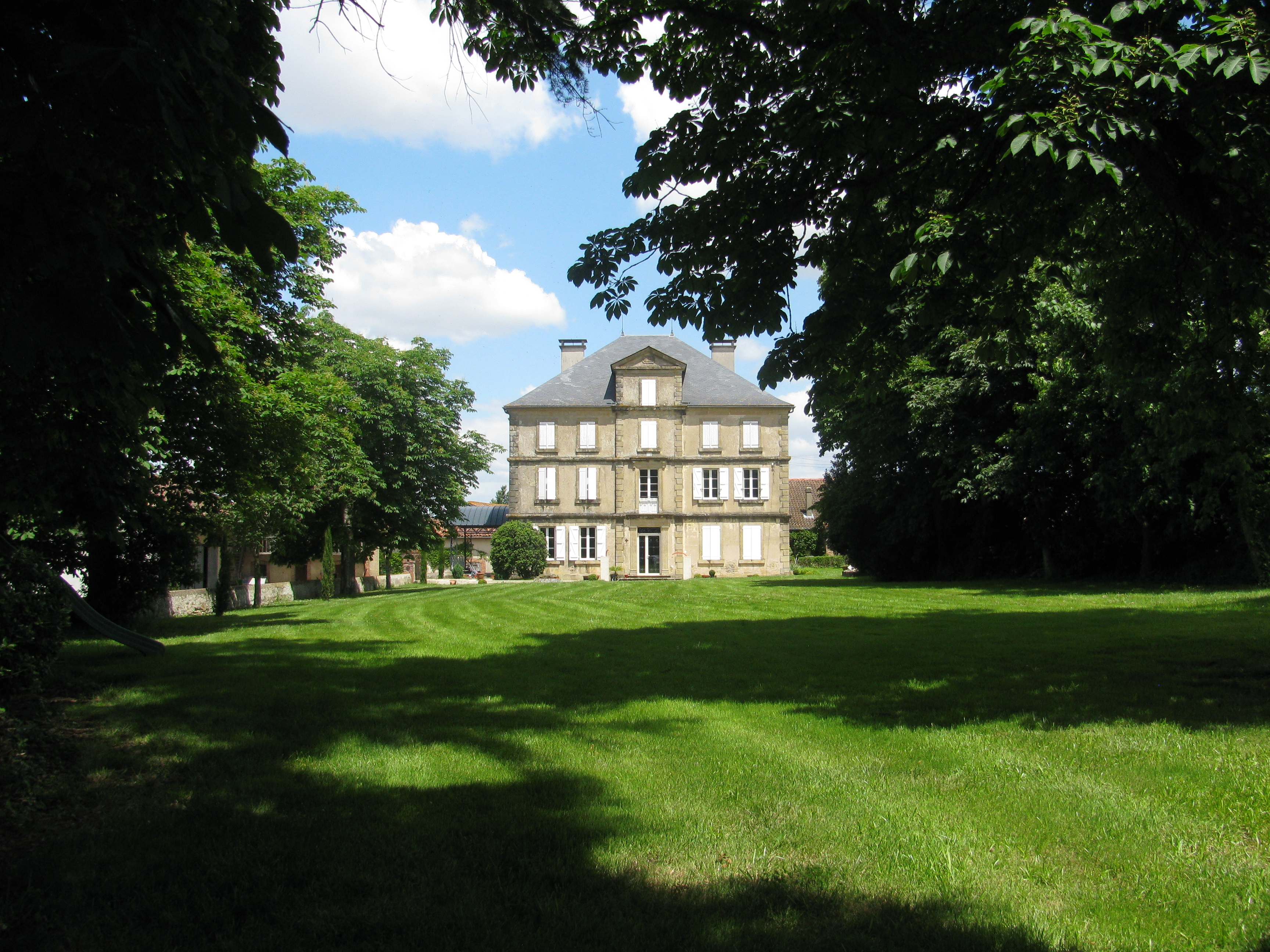
Landsitz in Cassou
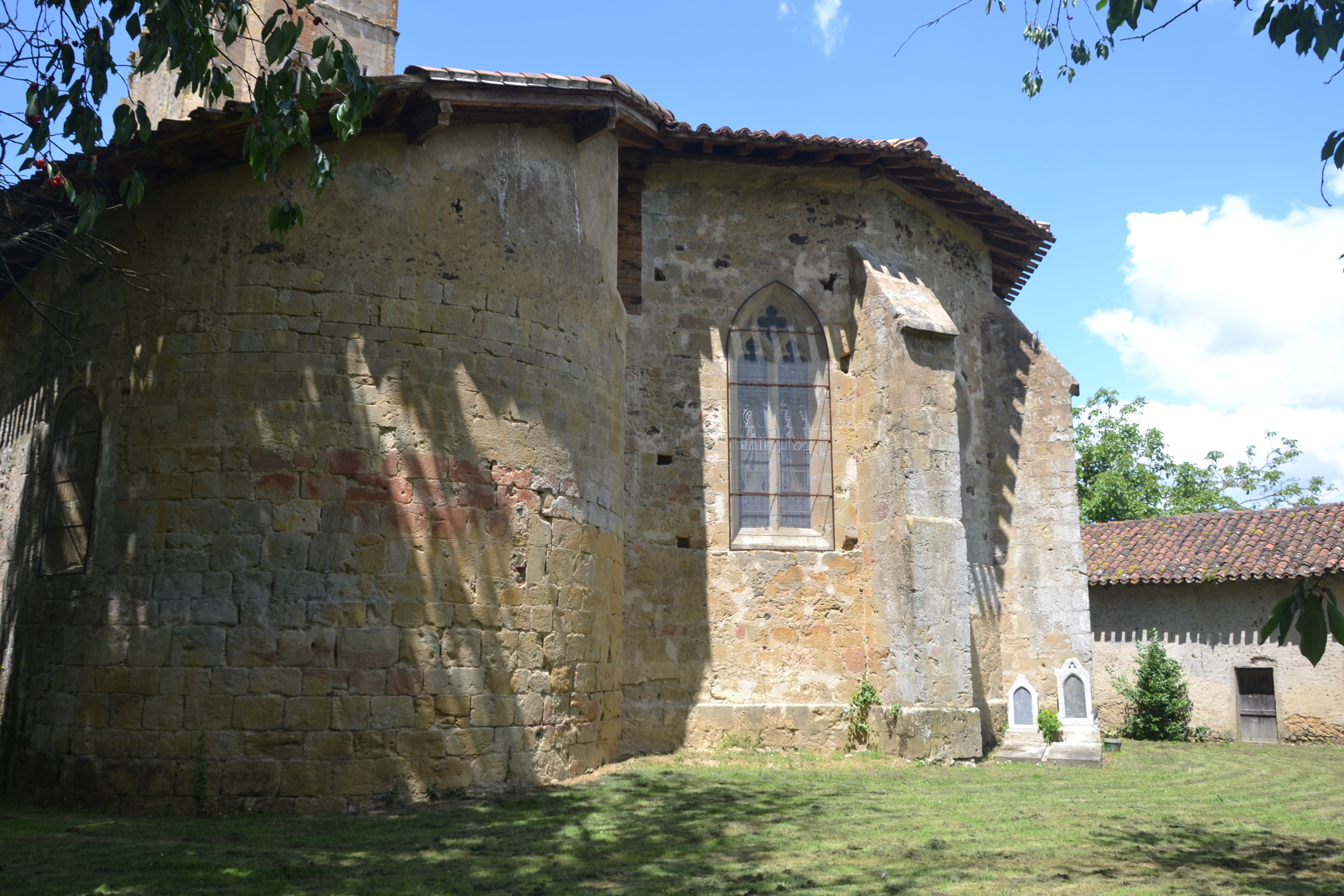
Kirche Saint-Leu
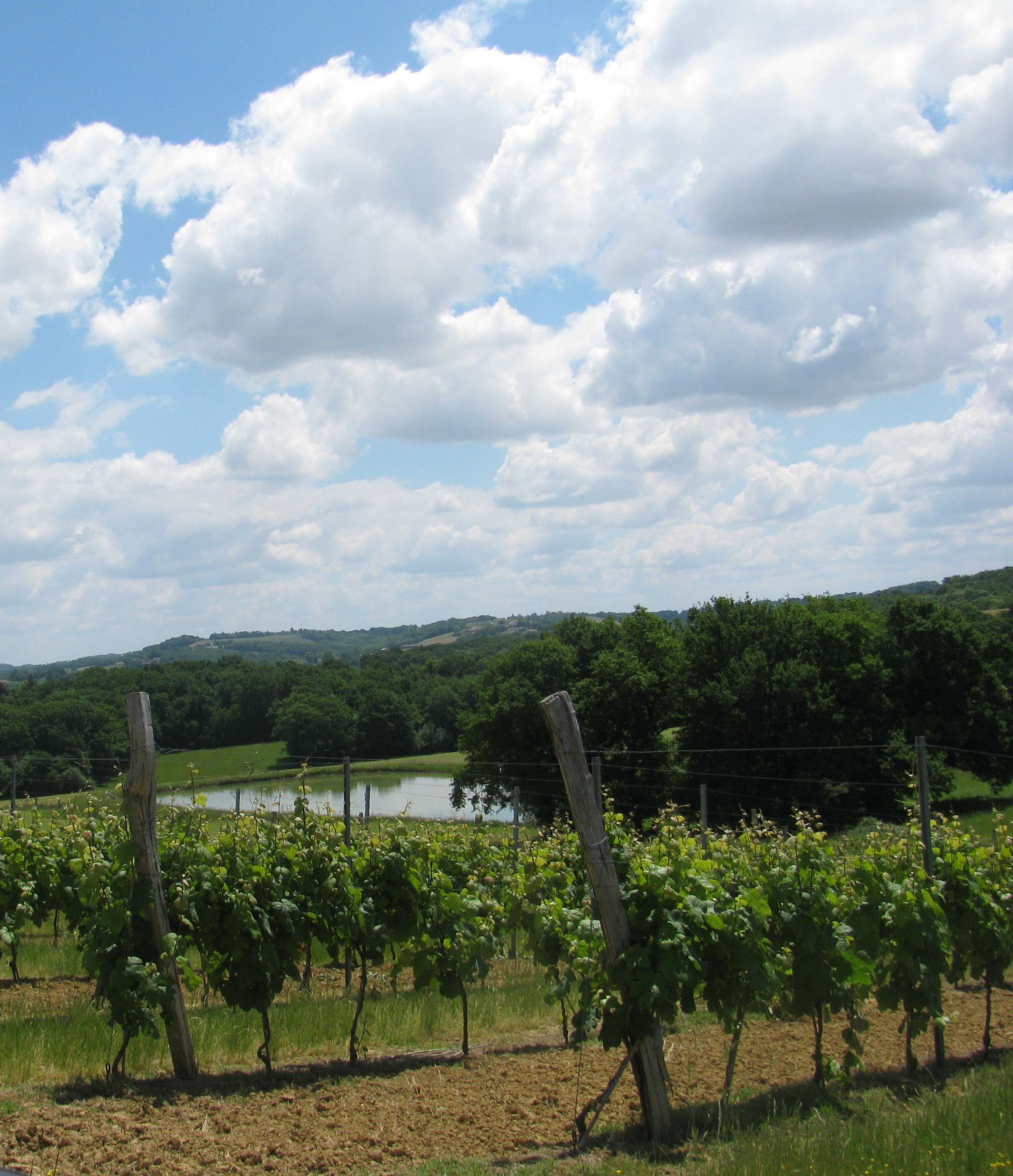
Weinreben in Bernède
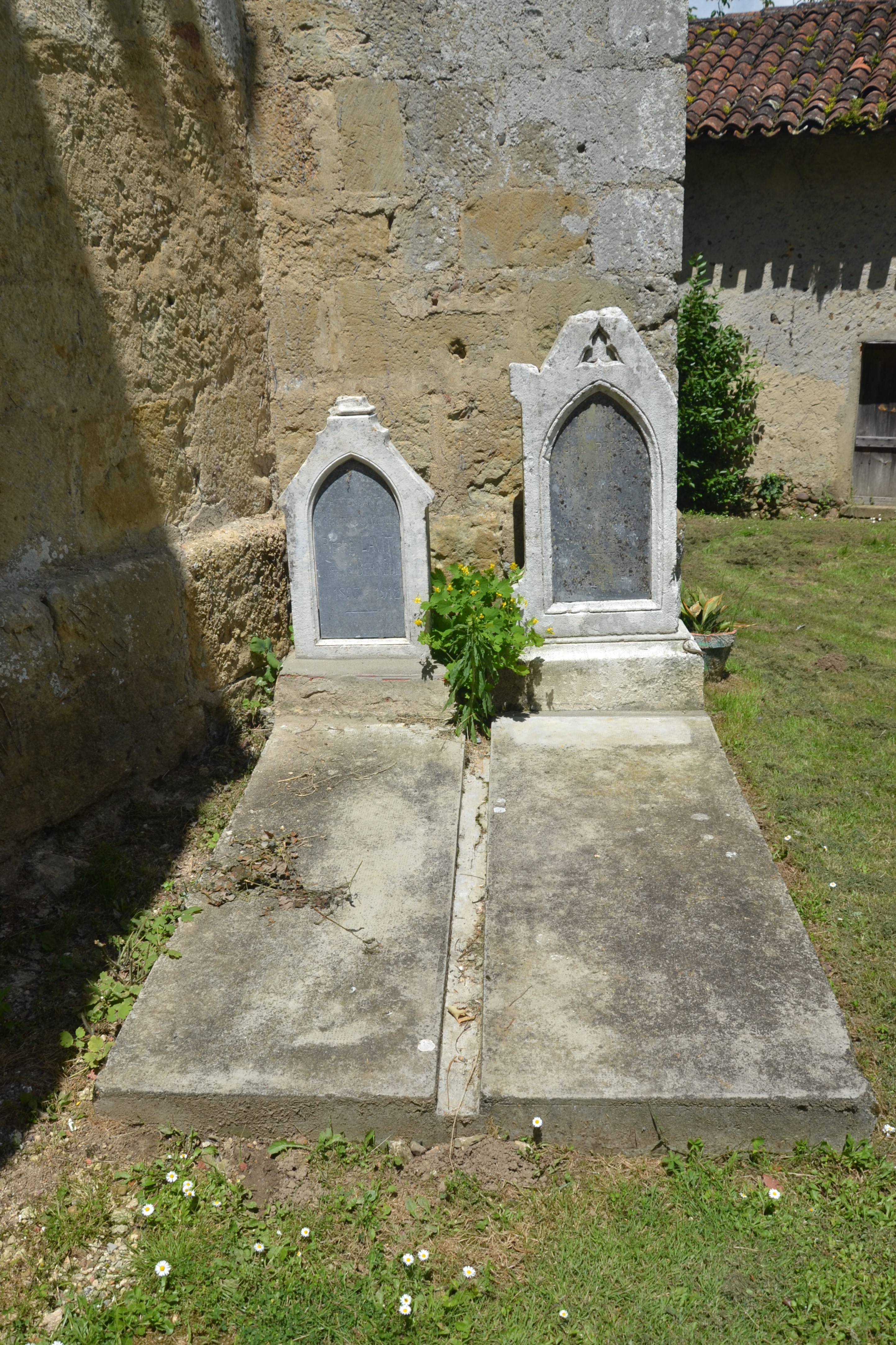
Alte Gräber bei der Kirche